# Sana Saidy
Sana Saidy (* 20. Jahrhundert) ist ein Politiker im westafrikanischen Staat Gambia.

## Leben
| Parlamentswahl | Stimmen | Stimmanteil |
| -------------- | ------- | ----------- |
| 1972           | n/a     | gewählt     |

Saidy trat bei den Parlamentswahlen 1972 als Kandidat der People’s Progressive Party (PPP) im Wahlkreis Wuli an. Er gewann den Wahlkreis, weil es keinen Gegenkandidaten gab. Bei den folgenden Parlamentswahlen 1977 trat Saidy nicht mehr an und trat politisch nicht mehr in Erscheinung.